# Hipparchos
Hipparchos eller Hipparkos (grekiska Ἳππαρχος, latin Hipparchus), född omkring 190 f.Kr. i Nicaea, död omkring 125 f.Kr., var en grekisk astronom och matematiker. Han räknas ofta som antikens störste astronom och som grundläggaren av astronomi som vetenskap. 
Bland Hipparchos många insatser kan nämnas den första pålitliga metoden att förutspå solförmörkelser och den första stjärnkatalogen i västerlandets historia, samt den tidigast kända trigonometriska tabellen på grekiska. Han uppfann vidare troligen instrumentet astrolabium.
Hipparchos verkade huvudsakligen på Rhodos och uppehöll sig möjligen tidvis även i Alexandria. För övrigt är inget med säkerhet bekant angående hans levnadsförhållanden. Av hans skrifter är ytterst litet i behåll. Det som är känt om hans arbeten härrör huvudsakligen från hans efterföljare Ptolemaios, som i sin Almagest intagit hans observationer och undersökningar. 

## Verksamhet

### Observationell astronomi
Hipparchos hade tillgång till babyloniernas tabeller och kunde med dessas hjälp och egna observationer noggrannare bestämma årets längd och upptäckte så även årstidernas olika längd. Han förbättrade metoderna för att bestämma de astronomiska perioderna genom att i stället för att direkt ta tiderna för solstånden iaktta dagjämningarna. Även himlakropparnas upp- och nedgång bestämde han med observationer av kulminationstiderna. Han mätte elementen i solbanan och upprättade de första soltabellerna, vilka han anordnade så mönstergillt att de tjänade som förebild för många senare tabeller av detta slag. Vidare undersökte han med stor noggrannhet månens rörelse, upptäckte variationerna i dess avstånd från jorden och fastställde den viktigaste ojämnheten i månrörelsen, medelpunktsekvationen. 
Sina noggranna observationer av fixstjärnorna skrev han ned i en stor stjärnkatalog, omfattande ungefär 850 stjärnor med ekliptiska koordinater, longitud och latitud, den första i sitt slag. Hipparchos införde här även ett system att dela in stjärnorna i storleksklasser, magnituder, vilket i princip är samma system som astronomer fortfarande använder för att ange stjärnors ljusstyrka. Till första magnituden förde han himlens allra ljusstarkaste stjärnor, medan de stjärnor som nätt och jämnt kunde ses med blotta ögat hamnade i sjätte magnituden. Övriga passades in i skalan däremellan.
När han jämförde sina egna observationer inklusive de som utförts omkring 100 år tidigare av de alexandrinska astronomerna, Aristillos och Timocharis med babyloniernas, fann han att stjärnornas koordinater systematiskt hade ändrats något. Han verkar ha insett naturen hos detta fenomen och drog den korrekta slutsatsen att det inte var stjärnornas lägen som ändrats utan att det var nollpunkten, vårdagjämningspunkten som hade flyttat sig. På så vis leddes han till den viktiga upptäckten av precessionen och han bestämde dess storlek med förvånansvärd noggrannhet. Dess verkliga orsak fick dock anstå, tills Newton tog sig an uppgiften.
Det tropiska årets längd fastställde han med en förvånande noggrannhet till 365 dagar 5 timmar och 55 minuter. Själv uppskattade han osäkerheten i detta resultat till minst 5 minuter. Även månens omloppstid bestämde Hipparchos med stor noggrannhet.
Hipparchos stjärnkatalog är delvis känd genom att den citerades av Ptolemaios. I övrigt har större delen av hans produktion ansetts förlorad. Delar av stjärnkatalogen hittades dock 2022 genom multispektral fotografi av ett palimpsest, där tillräckliga spår av den grekiska texten ur stjärnkatalogen gick att hitta under pergamentets senare, kristna text, som förvarats i Katarinaklostret.

### Teoretisk astronomi
Hipparchos införde trigonometri i den sfäriska astronomin. Han menade att Eudoxos och Kallippos koncentriska sfärer för planeternas rörelser inte medgav tillräckliga variationsmöjligheter. Enligt Hipparchos kretsar planeterna omkring Jorden i cirkelrörelser sammansatta av en deferent och en epicykel. Han vidareutvecklade därmed en teori som införts av den store matematikern Apollonios från Perga. Den så kallade epicykelteorin, som den senare förfinades av Klaudios Ptolemaios skulle komma att bli den allenarådande uppfattningen om planetrörelserna långt in på medeltiden.

## Eftermäle
Nedslagskratrarna Hipparchus på planeten Mars och Hipparchus på månen, är båda uppkallade efter honom. Även asteroiden 4000 Hipparchus är uppkallad efter honom.